# Игашов, Пётр Степанович
Пётр Степанович Игашов (Игашёв) (18 июня 1915, Бетино, Рязанская губерния — 30 июня 1941, район Двинска) — советский лётчик-бомбардировщик военно-морской авиации, Герой Российской Федерации (6.07.1995, посмертно). Младший лейтенант (14.12.1940).

## Биография
Родился 18 июня 1915 года в селе Бетино. Русский. Кандидат в члены ВКП с 1939 года. Окончил начальную школу в Бетино. Затем поступил в Касимовский педагогический техникум. По окончании техникума в июле 1935 года работал учителем средней школы в Касимове. Одновременно был секретарём комсомольской организации фабрики «Красный текстильщик».
В ВМФ СССР с августа 1937 года. Окончил Военно-морское авиационное училище имени Сталина в городе Ейске в 1940 году. В декабре 1940 года направлен на Краснознамённый Балтийский флот. С марта 1941 года служил младшим лётчиком торпедоносца ДБ-3Т 1-й эскадрильи 1-го минно-торпедного авиационного полка 8-й бомбардировочной авиационной бригады ВВС Балтийского флота. 19 июня 1941 года назначен пилотом (командиром экипажа).
Участник Великой Отечественной войны с первого дня. 30 июня 1941 года младший лейтенант Пётр Игашов вылетел в составе девятки под командованием командира эскадрильи капитана Челнокова с заданием уничтожить понтонный мост через реку Западная Двина в районе города Даугавпилса с целью остановить немецкие танковые колонны. Прикрытия истребителями не было. Советские бомбардировщики зашли на цель с тыла и в 14 часов 25 минут уничтожили мост. При возвращении на базу они были атакованы тремя немецкими истребителями Bf 109F из JG54. Ведущий группы принял решение сомкнуть строй и уходить на бреющем. Один «мессершмитт» попал под перекрёстный огонь носового и верхнего пулемётов самолёта Игашова и был сбит. Но в это время другой зажёг левый мотор. ДБ-3Т стал терять высоту. В это время на него набросилась ещё четвёрка Bf 109F. Тогда Игашов довернул свой самолёт им навстречу и правым крылом снёс хвостовое оперение одного «мессершмитта». После этого обрушил горящий самолёт на мотоколонну противника, пытавшуюся форсировать Западную Двину. При этом по официальной версии весь экипаж погиб. На месте гибели самолёта установлен памятник с именами всех четверых членов экипажа.
Это был первый в истории авиации таран воздушной и наземной цели в одном бою.
Однако по выявленным в постсоветское время документам, а именно согласно картотеке военнопленных офицеров П. С. Игашев был захвачен немцами в плен 30 июня 1941 года в районе Двинска, содержался в лагере военнопленных и 8 октября 1941 года Игашов был передан гестапо, а затем расстрелян на полигоне Хебертсхаузен (нем. Hebertshausen) рядом с Дахау, где его имя увековечено на мемориале.
7 мая 1970 года весь экипаж был посмертно награждён орденами Отечественной войны 1-й степени.

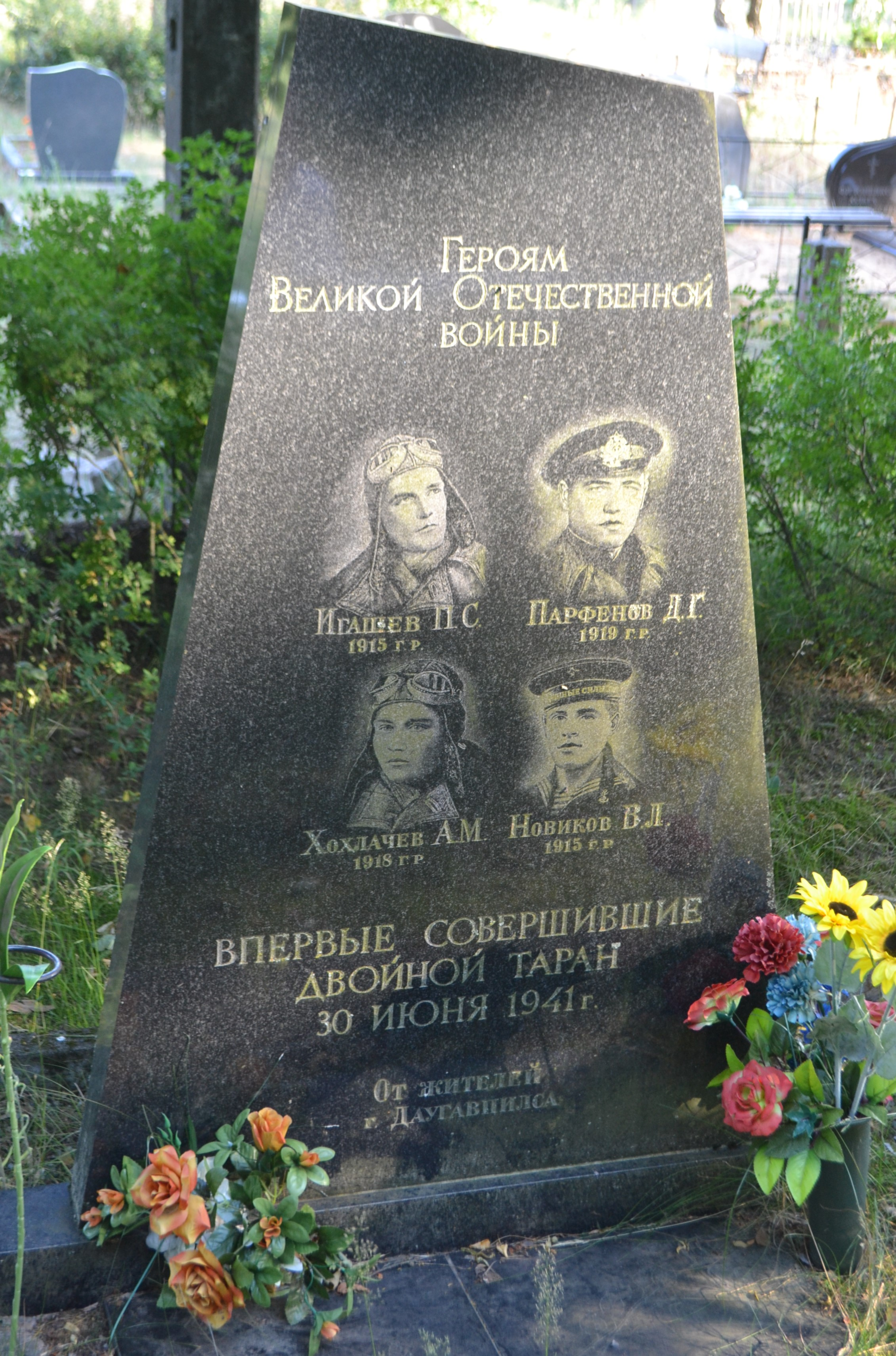
Памятник на Братском кладбище в Даугавпилсе

Указом Президента Российской Федерации № 679 от 6 июля 1995 года «за мужество и героизм, проявленные в борьбе с немецко-фашистскими захватчиками в Великой Отечественной войне 1941—1945 годов» экипажу торпедоносца (младший лейтенант Игашов Пётр Степанович, лейтенант Парфёнов Дмитрий Георгиевич, младший лейтенант Хохлачёв Александр Митрофанович, краснофлотец Новиков Василий Логинович) было посмертно присвоено звание Героя Российской Федерации.

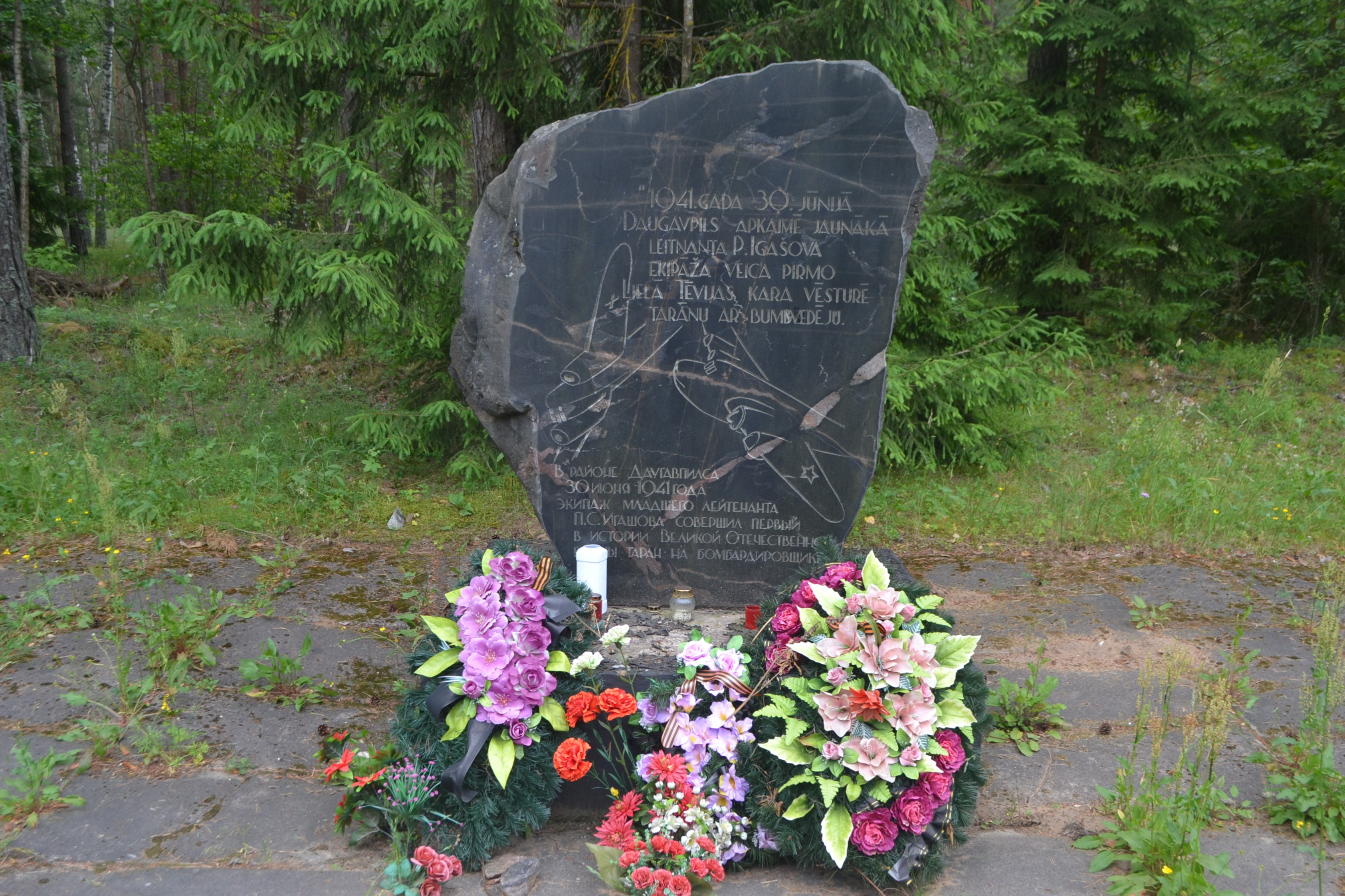
Памятник на месте гибели экипажа

## Память
- На Братском кладбище Даугавпилса установлен памятник погибшему экипажу торпедоносца.
- В советское время именем Игашова была названа улица в Даугавпилсе (ныне ул. Видус).
- На месте падения самолёта у посёлка Крауяс Науенской волости на 4 км шоссе Даугавпилс — Краслава установлен памятник (первоначально металлический обелиск от работников Даугавпилсского завода химического волокна, впоследствии заменён на гранитную стелу). Решением Кабинета министров Латвии от 14 июля 2022 г. памятник утверждён в «Списке демонтируемых объектов на территории Латвийской Республики, прославляющих советский и нацистский режимы» со сроком демонтажа до 15 ноября 2022 года[9][10].
- В Даугавпилсе с конца 60-х по конец 80-х годов проводились соревнования на Приз памяти экипажа Игашова по спидвею.
- В городе Касимов (Рязанская область) установлен барельеф и увековечено имя на мемориале Героям Советского Союза.